# Белей (Малий Лошинь)
44°46′ пн. ш. 14°25′ сх. д. / 44.77° пн. ш. 14.42° сх. д.
Белей (хорв. Belej) — населений пункт у Хорватії, у Приморсько-Горанській жупанії у складі міста Малий Лошинь.

## Населення
Населення за даними перепису 2011 року становило 55 осіб.
Динаміка чисельності населення поселення:

## Клімат
Середня річна температура становить 13,93 °C, середня максимальна – 26,38 °C, а середня мінімальна – 1,61 °C. Середня річна кількість опадів – 1018 мм.
| Клімат поселення                              | Клімат поселення | Клімат поселення | Клімат поселення | Клімат поселення | Клімат поселення | Клімат поселення | Клімат поселення | Клімат поселення | Клімат поселення | Клімат поселення | Клімат поселення | Клімат поселення | Клімат поселення |
| Показник                                      | Січ.             | Лют.             | Бер.             | Квіт.            | Трав.            | Черв.            | Лип.             | Серп.            | Вер.             | Жовт.            | Лист.            | Груд.            |                  |
| Середній максимум, °C                         | 9,86             | 10,08            | 13,50            | 16,14            | 20,74            | 24,30            | 26,33            | 26,38            | 22,66            | 17,96            | 12,91            | 10,16            |                  |
| Середня температура, °C                       | 5,74             | 5,96             | 9,37             | 12,00            | 16,63            | 20,19            | 23,15            | 23,19            | 19,48            | 14,77            | 9,73             | 6,98             |                  |
| Середній мінімум, °C                          | 1,61             | 1,84             | 5,25             | 7,89             | 12,50            | 16,06            | 19,97            | 20,03            | 16,30            | 11,61            | 6,55             | 3,81             |                  |
| Норма опадів, мм                              | 86               | 71               | 70               | 73               | 67               | 72               | 41               | 66               | 107              | 129              | 132              | 104              |                  |
| Середньомісячна швидкість вітру, м/с          | 3.05             | 3.23             | 3.27             | 3.09             | 2.77             | 2.61             | 2.60             | 2.59             | 2.74             | 2.99             | 3.40             | 3.30             |                  |
| Середньомісячна сонячна радіація, кДж/м²·день | 4657             | 7424             | 10924            | 15572            | 20054            | 21772            | 23206            | 19971            | 14730            | 9411             | 5052             | 3914             |                  |
| --------------------------------------------- | ---------------- | ---------------- | ---------------- | ---------------- | ---------------- | ---------------- | ---------------- | ---------------- | ---------------- | ---------------- | ---------------- | ---------------- | ---------------- |
| Джерело:                                      |                  |                  |                  |                  |                  |                  |                  |                  |                  |                  |                  |                  |                  |